# 今川状
今川状（いまがわじょう）とは、遠江今川氏の祖とされる今川貞世が1412年、養子で弟の今川仲秋に与えた指南書である。他に武芸の心得を示した『今川大双子』がある。
主に内容は書の手本書であるが、その意味は深く、人生における教訓論や治世への心構え、君主の姿勢等、謂わば帝王学を示す物であり、道徳の手引きとして後世にも広く親しまれた。
江戸時代は、寺子屋をはじめ学問所で多くの者に愛読された。また、今川と言えば『今川状』を示す代名詞ともなったという。
他『女今川』や『万民今川』といった姉妹書もある。